# 神奈川県立平塚西工業技術高等学校
神奈川県立平塚西工業技術高等学校（かながわけんりつ ひらつかにしこうぎょうぎじゅつこうとうがっこう）は、かつて神奈川県平塚市に所在した公立の工業高等学校。英文名は、Hiratsuka-Nishi Technical High School。
前身の県立平塚技術高校は高度経済成長期の1960年代当時､日本の基幹産業であった自動車･機械製造業界の即戦力となる人材の育成を目指して、横浜・川崎・大船・相模原の各技術高校と共に4年制の昼夜間定時制高校として設立された。通常の工業高等学校に比べて専門科目が多く、2学年次より実際の企業現場での実習が行われ、それに伴い変則的に夜間授業（1昼2夜、3日のうち1日は昼間、2日間は夜登校）を行うなど、実践的な授業形態を取っていた。その後、他の技術高校と共に再編され、全日制（3年制）の工業技術高校となる。
2003年に神奈川県立平塚工業高等学校と合併して神奈川県立平塚工科高等学校に再編統合された。跡地には2008年に桜ヶ丘公園が開園した。

## 沿革
- 1963年 - 神奈川県立平塚技術高等学校 開校（機械・自動車の2科、昼夜間定時制）
- 1964年 - 秦野職業訓練所併設として平塚技術高等学校秦野分校が開校（機械工作、電気工作の2科、昼夜間定時制）
- 1967年 - 平塚技術高校に機械仕上科を増設、秦野分校が独立して神奈川県立秦野技術高等学校（昼夜間定時制）となる。
- 1973年 - 秦野技術高校を統合し、全日制神奈川県立平塚西工業技術高等学校（機械、自動車、電気の3科）となる。
- 1979年 - 第1種自動車整備士養成施設として指定される。
- 1990年 - 学科改変により、機械科が4学級編制となる。
- 2000年 - 電気科を廃し、機械科単科となる （メカトロニクス・機械・自動車の3系）
- 2003年 - 閉校。平塚工業高等学校と再編統合して神奈川県立平塚工科高等学校となる。

## 所在地
- 神奈川県平塚市桜ヶ丘7-1